# .su
A .su a hajdani Szovjetunió internetes legfelső szintű tartomány kódja. A mai napig használják, bár az ország maga már megszűnt. Az Orosz Nyílt Hálózatok Fejlesztésének Szervezete kezeli.
2001-ben elkezdtek újra .su végződéssel címeket értékesíteni, bár nem világos, hogy az ICANN szabályainak megfelel-e ez az eljárás.
A Google 2020. július 30-án mintegy 45 100 000 .su alatti oldalt talált.
Egy regisztráció 100 amerikai dollárba kerül.